# エモい女の子。
『エモい女の子。』はSODクリエイトの製作するアダルトビデオレーベル。同社初となる配信先行の単体レーベルである。

## 概要
2020年3月販売開始。アナログ感のあるドキュメンタリー方式で制作される配信先行単体レーベル。パッケージイメージにはテプラ（ラベルプリンター）風の文字や装飾。映像冒頭にはVHSビデオの挿入やラジカセが使用され、女優の衣装にも古着が使用されるなど徹底して手作り感、平成レトロ感。垢ぬけなさが施される。
2019年、パッケージ販売されるアダルトビデオソフトと配信販売比率が拮抗し、配信内の比率ではVR作品が高く、パッケージよりもむしろ配信作品にテコ入れが必要と分析する中で生まれた。
レトロ感、温かみという要素自体は、以前から新人単体レーベルとして企画されていた。キミホレ専属女優であった小泉ひなたや@yano_purple（あやのあんだーばーぱーぷる）の作品で4：3の画角、VHS的な走査線加工といった要素を織り交ぜた撮影、演出をしており、「女の子がはかなく見えるというか、美しく見えるというか。そういうよさがあって、単体デビュー作品にしっくりくるなと感じた」とプロデューサーのアンチェイン雄一は述べている。
また、影響を受けたメーカーとして「ブロッコリー」、「MGS動画の素人コンテンツ」を挙げている。
2021年5月以降の新作作品は「FANZA素人」でのみの配信となる。

## 歴代専属女優
- 涼風えみ（2020/03/24 ‐ ）[4]
- 日向理名（2020/04/02 ‐ ）
- 渡辺まお（2020/05/22 ‐ ）
- 伊藤はる（2020/06/30 ‐ ）[5]
- 本上麦（2020/09/11 ‐ ）
- 野々宮月乃（2020/12/04 ‐ ）